# Сусун Сити (Калифорнија)
Сусун Сити (енгл. Suisun City) град је у америчкој савезној држави Калифорнија. По попису становништва из 2010. у њему је живело 28.111 становника.

## Демографија
Према попису становништва из 2010. у граду је живело 28.111 становника, што је 1.993 (7,6%) становника више него 2000. године.
| Група             | 2000.          | 2010.         |
| Белци             | 10.091 (38,6%) | 8.218 (29,2%) |
| Афроамериканци    | 5.044 (19,3%)  | 5.713 (20,3%) |
| Азијати           | 4.621 (17,7%)  | 5.348 (19,0%) |
| Хиспаноамериканци | 4.652 (17,8%)  | 6.753 (24,0%) |
| Укупно            | 26.118         | 28.111        |